# Carlo Bergamini
Carlo Bergamini (San Felice sul Panaro, 24 d'octubre de 1888 - davant de la costa d'Asinara, 9 de setembre de 1943) va ser un almirall italià.
Va servir a la Regia Marina durant la Primera i la Segona Guerra Mundial. Va estar entre les 1.393 víctimes de l'enfonsament del cuirassat Roma i va rebre la Medalla d'Or al Valor Militar.

## Biografia
Nascut a San Felice sul Panaro, ciutat de la província de Mòdena, Carlo Bergamini va assistir a l'Acadèmia Naval de Livorno i amb el grau de guardiamarina es va embarcar primer al cuirassat Regina Elena, més tard va servir, amb el grau de sotstinent de vaixell a bord del creuer Vettor Pisani participant a la guerra italo-turca i amb el grau de tinent de vaixell a bord del creuer Pisa, on esdevingué director de tir, participant a la Primera Guerra Mundial, participant el 1916 en la defensa de Valona i el 2 d'octubre de 1918 al bombardeig de Durazzo, on pel seu comportament en aquesta acció, va ser condecorat amb una medalla de plata al valor militar.

### Els comandaments
Després de la guerra, de nou com a tinent de vaixell va tenir el primer comandament naval, comandant un torpedero i de capità de corbeta va passar a ser oficial de tir al Doria. De juny de 1929 a juliol de 1931, com a capità de fragata, per la seva experiència en sistemes d'armes, va ser destinat a la Direcció General d'Armaments Navals i Armament del Ministeri de la Marina.
Després d'altres embarcaments en petites unitats el 1934 va ser ascendit a capità de navili i després d'haver embarcat primer al Giovanni dalle Bande Nere i després al Duca d'Aosta, com a cap d'estat major de la segona esquadra naval, a partir del 8 de juny de 1937 va tornar a la Direcció General d'Armes Navals del Ministeri de la Marina.

### En el paper d'almirall

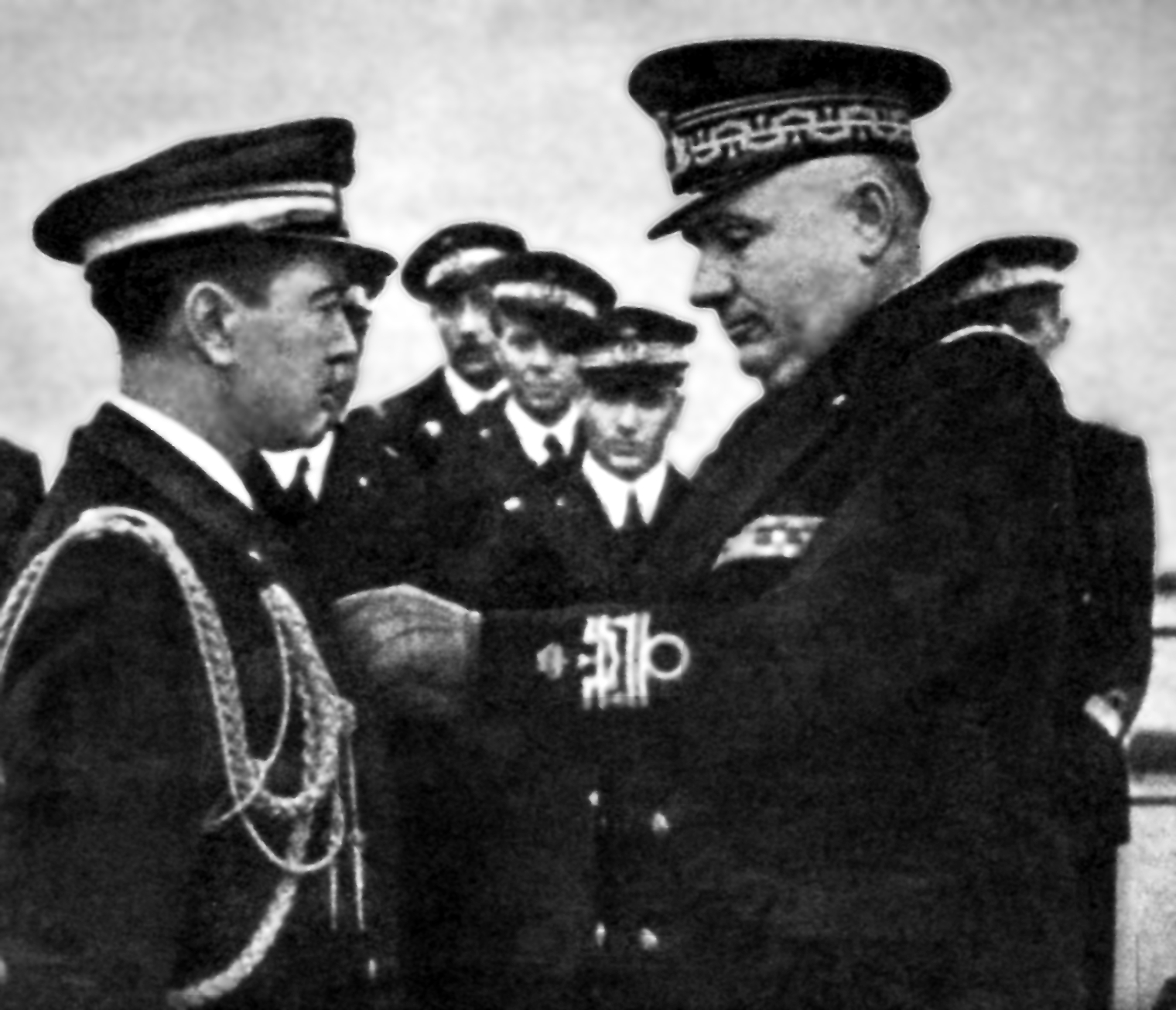
Carlo Bergamini condecora un oficial

Promogut a contraalmirall l'1 de gener de 1938 i a almirall de divisió l'1 de gener de 1939, l'1 d'agost següent va assumir el comandament de la 5a Divisió Naval, prenent el comandament de la Divisió primer al Cavour i després al Giulio Cesare.
Durant la Segona Guerra Mundial va comandar la 9a Divisió de la flota italiana (assignada el 7 de maig de 1940) i a bord del cuirassat Vittorio Veneto va participar en la batalla del Cap Teulada el 27 de novembre de 1940, aconseguint la condecoració de cavaller de l'orde militar de Savoia.
Després d'un breu període a Roma va ser ascendit a almirall d'esquadró el 24 de juliol de 1941, tornant immediatament a Tàrent per assumir el càrrec de comandant a la 2a de l'esquadró naval i comandament de la 9a divisió de cuirassats i el 8 de desembre de 1941 va assumir el càrrec de comandant de la 5a Divisió de Cuirassats, embarcant al Duilio i realitzant nombroses navegacions d'escorta de combois a la Mediterrània Central en el període 1941-43.
El 5 d'abril de 1943 Bergamini substituí l'almirall Angelo Iachino i esdevingué comandant en cap de les forces de batalla naval amb ensenya, de tant en tant, als cuirassats Littorio, Vittorio Veneto i finalment al Roma, el vaixell per al qual havia dissenyat les centrals elèctriques de tir mentre havia servit a la Direcció General d'Armaments Navals i Armament del Ministeri de Marina. La seva tasca era protegir el territori metropolità italià de qualsevol atac, encara que aquest atac fos portat a la costa francesa
Després de la caiguda de Mussolini, prop de La Spezia on hi havia el comandament de l'Armada, es van iniciar moviments sospitosos de les tropes alemanyes que van fer que Bergamini temés un cop de mà per ocupar la ciutat i a donar suport a la dificultat de poder establir defenses adequades a la ciutat. la ciutat per fer-hi front.

### L'operació Sigma
L'agost de 1943 l'almirall Vito Sansonetti va contactar amb Bergamini per presentar un agosarat pla d'atac contra la flota aliada ancorada a Palerm i Bona. En realitat, l'atac projectat va servir més que qualsevol altra cosa per superar les friccions que s'estaven creant amb les forces armades alemanyes. L'operació preveia la sortida de Gènova amb una escala a l'illa de la Maddalena a Sardenya per enganyar l'enemic sobre les intencions reals de la flota italiana i finalment caure sobre els ports de Palerm i Bona. Bergamini, després de rebre les instruccions, va manifestar la seva oposició a l'operació contra Bona ja que, segons el seu parer, difícilment hauria tingut un "desenllaç feliç". Més tard va proposar almenys revertir els dos departaments que s'utilitzarien utilitzant la 7a divisió més ràpida contra la Bona més llunyana i utilitzant la 8a contra Palerm. També va parlar d'aquests dubtes amb l'almirall Giuseppe Sparzani i així al vespre va ser contactat per Sansonetti que li va informar de la suspensió temporal de totes les operacions. El 4 d'agost es va decidir que l'operació seria l'únic atac contra el port de Palerm en el qual, segons els avions de reconeixement aeri, hi havia una discreta concentració de la navegació enemiga.
L'operació va començar el 6 d'agost sota el comandament de l'almirall de divisió Romeo Oliva però, després d'haver entrat en contacte amb dues unitats navals nord-americanes prop de l'illa d'Ustica, després d'haver-los ordenat obrir foc, va invertir el rumb i va tornar l'esquadra a Nàpols.
Mentrestant, durant el mes d'agost, Bergamini va denunciar a la Comandament de la Marina els cada cop més preocupants casos de deserció de personal, sobretot d'aquells que, tenint les seves famílies en territoris ja ocupats com Sicília, abandonen el seu lloc de combat per intentar el pas de l'estret de Messina. Segons Bergamini, tot això és culpa de la premsa, que ja no fa una propaganda sòlida i eficaç, mentre que:
| « | no pronuncia mai l'única paraula que seria convenient en aquest moment, la de no acceptar passivament les ruïnes de la guerra com una desgràcia o un terratrèmol, sinó resistir activament o més aviat lluitar... Londres, radio Livorno, radio justícia, etc. ; del partit comunista, dels temeraris, dels que tornen de les excedències i de les missions i parlen de regions aïllades, de tropes dissoltes, d'alegre expectació dels britànics, etc... no és una tasca fàcil resistir i fer resisteix aquesta marea. | » |
| — Carta núm. 025342 de Bergamini de 2 de setembre de 1943 relativa al " Reglament de les tripulacions | |   |

### Els fets del 8 de setembre de 1943

#### Esperant ordres
La matinada del 7 de setembre de 1943 a Roma, Bergamini va ser rebut pel ministre de la Marina i cap d'estat major de la Regia Marina Raffaele De Courten però no va ser informat del fet que l'armistici s'havia signat uns dies abans, per contra, va rebre ordres de preparar la flota per contrarestar l'esperat desembarcament angloamericà a Salern i considerar el possible enfonsament dels vaixells. A la tarda va tenir lloc un altre informe en el qual es va ordenar a tots els presents, inclòs Bergamini, reforçar la vigilància de tots els vaixells, desembarcar les unitats alemanyes presents als vaixells i embarcar aliments. El 8 al matí, Bergamini va sortir de Roma per unir-se al seu equip a La Spezia en vista de la sortida per contrarestar l'esperat desembarcament aliat a Salerno. Tan bon punt va embarcar-se al cuirassat Roma va rebre una trucada telefònica de l'almirall De Courten que el va instar a preparar-se per a "l'última batalla" i a concentrar la flota a La Maddalena més proper al teatre de batalla.
Mentrestant, l'equip sota les ordres de Bergamini ubicat a La Spezia preparava els motors per al trasllat a La Maddalena. Cap a les 18:00 Bergamini va convocar al seu vaixell els comandants de la resta de vaixells dependents del seu vaixell, informant-los que estava esperant ordres precises, quan a les 18:30 hores es va interceptar el missatge del general Eisenhower, comunicant-li l'entrada en vigor de l' armistici, confirmat una hora més tard per Badoglio. Bergamini va comunicar als seus comandants que en cap cas els vaixells havien de caure "en mans estrangeres" i més aviat autoenfonsar-los en aigües profundes sinó en zones adequades per "permetre la salvació segura del personal, que per ordre del rei no havien de sacrificar-se".
A les 20.00 va arribar la comunicació en anglèsdes de Ràdio Malta per sortir dels ports i portar tots els vaixells capaços de navegar als ports aliats. Bergamini va mantenir una altra conversa telefònica amb el cap d'estat major adjunt Luigi Sansonetti que va intentar en va convèncer-lo de portar la flota a Malta, aleshores va intervenir el ministre De Courten i va acceptar la proposta de conduir-la al port de l'illa de La Maddalena tal com es disposava a les ordres rebudes prèviament abans de la notícia de l'armistici on ja s'havien concertat amarratges i on rebria més ordres.Bergamini es va aixecar reiterant que no hauria lliurat la flota a Malta. De Courten va intentar tranquil·litzar-lo explicant-li que les clàusules d'armistici no preveien en cap cas la venda dels vaixells.
Extracte de la conversa telefònica entre els almiralls Sansonetti, Bergamini i De Courten el 8 de setembre de 1943
| « | Sansonetti: S'ha signat l'armistici. Des de Supermarina hem emès les noves disposicions segons els termes de l'armistici. Per evitar malentesos, l'ordre es transmet i es repeteix sense xifrar. Queda exclosa la rendició de vaixells i la baixada de bandera. La flota s'ha de traslladar, però, a Malta. Per al reconeixement cal aixecar el pinzell negre als pals principals i pintar cercles negres a les proes. Fins i tot Biancheri a Gènova ha estat advertit. Bergamini: En primer lloc, vull saber per què em van mantenir a les fosques del que passava a les nostres esquenes. Ahir es van fer més discursos. Allà a Roma heu oblidat quines responsabilitats tècniques i morals té el comandant de la flota. Aquí la situació és confusa. La pauta general és per enfonsar-se. Sansonetti: És una solució molt seriosa contra els interessos de la pàtria la responsabilitat de la qual recaurà sobre el comandant de la flota... Bergamini: Per això demano parlar amb el ministre i cap de gabinet que, de nou al migdia, va confirmar l'ordre d'estar preparat per marxar a l'última batalla. Sansonetti: Informaré. // De Courten: Sansonetti em diu que hi ha dificultats a La Spezia. Els puc entendre i fins i tot justificar-los. A més, jo també, que sóc ministre i cap d'Estat Major de la Marina, vaig saber per primera vegada fa només dues hores que s'havia signat l'armistici. No ens han consultat mai. Però ara, tenint en compte com han anat les coses, no hi ha res més a fer que seguir les ordres. Sansonetti ja ho té tot preparat. La flota es traslladarà a Malta. No es preveu ni el desarmament ni la baixada de la bandera. Així que em sembla... Bergamini: Repeteixo el que ja he dit a Sansonetti. L'estat d'ànim dels almiralls i comandants que vaig sentir a la tarda es va inclinar cap a l'enfonsament dels vaixells. I jo també... De Courten: Però si el comandant de la Flota no té ganes de seguir ordres, està autoritzat a deixar el comandament, és una manera de resoldre els seus problemes de consciència. Bergamini: No hi ha precedents d'un capità abandonant els seus mariners en temps de perill. Aquesta és una invitació que he de rebutjar. De Courten: El deure més greu és el de complir les condicions de l'armistici a qualsevol preu perquè aquest sacrifici podria aportar un gran benefici al país en el futur. La flota ha d'abandonar absolutament La Spezia. Cal apartar els vaixells del perill d'atac dels alemanys i de les tripulacions de la influència de l'ambient terrestre; també cal evitar les repercussions de possibles discussions entre mariners, oficials i capitans. Repeteixo que la decisió d'acceptar l'armistici la va prendre el rei -amb qui vaig parlar fa una hora-, que es va consolar amb l'opinió del gran almirall Thaon di Revel. Segons els termes de l'armistici, repeteixo, els vaixells no han de baixar la bandera ni seran rendits. Només s'han de traslladar a Malta, després ja veurem. No obstant això, Ambrosio, el cap de l'estat major, em va assegurar que havia demanat als angloamericans que permetessin que la Flota es traslladés a la Maddalena per motius tècnics. Així que mentrestant, sortiu de La Spezia, com vam acordar ahir. I fins aquí em sembla que no hi ha dificultats. Aleshores, un cop al mar, la Flota rebrà altres ordres amb l'esperança que mentrestant els Aliats acceptin la variant de la Maddalena en comptes de Malta. A La Maddalena tot està preparat per a l'amarratge de vaixells. Entenc, és un mal moment, però tots hem de complir amb el nostre deure. Tots hem de fer alguna cosa. Bergamini : D'acord. Surto aquesta nit amb tots els vaixells i me'n vaig a la Maddalena a esperar noves ordres. | » |

Al final de la trucada, Bergamini va confiar al comandant Bedeschi la seva indisponibilitat per lliurar la flota, com a màxim per anar a un port neutral:
| « | És un drama. Mai lliuraré vaixells a l'enemic. Els portaré a un fondeig italià o a un port neutral. Però sento que no ens tornarem a veure mai més. Ens enfonsarem. | » |
| — Bergamini es va dirigir al comandant Bedeschi immediatament després de la dramàtica trucada telefònica amb el ministre De Courten | |   |

El mateix De Courten recordava a les seves memòries que Bergamini també havia especificat que "l'estat d'ànim dels almiralls i comandants subordinats, que havia convocat tan bon punt s'anunciava l'armistici per la ràdio, s'orientaven unànimement cap que s'enfonsessin els vaixells". i l'almirall Luigi Sansonetti va confirmar que diverses vegades l'almirall Bergamini havia reiterat que no tenia cap intenció d'acceptar una rendició sense ni tan sols haver lluitat mai. A les 22:00 Bergamini tornà a convocar els altres comandants informant-los que el personal alemany ja havia estat desembarcat i avisant-los que estiguessin preparats per al moment de la sortida cap a la Maddalena.

#### La sortida de La Spezia

El camí de la flota italiana sota el comandament de Bergamini

A la nit les ordres van arribar de Roma i la flota va sortir de La Spezia a les 3:40 del 9 de setembre per arribar a La Maddalena, on trobaria els documents d'armistici i les ordres del port de destinació final en una zona controlada pels Aliats i allí decidiria què fer. Tan bon punt a alta mar, Bergamini va donar l'ordre als altres comandants d'oposar-se a la fi a qualsevol intent de prendre possessió dels vaixells tant pel bàndol alemany com per l'angloamericà. L'endemà al matí, mentre la flota estava en marxa, va ser detectada per un explorador britànic que va informar que l'equip, contràriament a les ordres rebudes, no havia hissat les banderes negres en senyal de submissió i els cercles negres de reconeixement no havien estat pintats a les cobertes pels avions. Al matí, la flota va ser albirada per altres quatre exploradors britànics que, tanmateix, van mantenir una distància de seguretat. Aproximadament a les 13:00, havent arribat a la vista d'Asinara, la flota es va preparar per entrar a La Maddalena, però a les 14:37, prop de les Bocche di Bonifacio, es va informar que la Maddalena havia estat ocupada pels alemanys i després va rebre l'ordre d'invertir el rumb i dirigir-se cap a Bona a Algèria a les 14:41. Bergamini va donar llavors l'ordre d'invertir el rumb 180 graus.
Mentrestant, el comandament alemany, informat de la sortida de la flota italiana de La Spezia i de l'armistici, va donar l'ordre d'atacar els vaixells italians que anaven a ser lliurats als enemics. La flota liderada per Bergamini va ser interceptada a l'illa d'Asinara per uns bombarders alemanys Dornier Do 217 que havien enlairat d'Istres a França. El Roma, potser amb danys als timons, no va poder maniobrar per evitar les bombes i, colpejada per les bombes guiades FX-1400 llançades pel major Bernhard Jope, després d'inclinar-se, va bolcar i després es va trencar en dues parts, finalment es va enfonsar en tres quarts d'hora. L'almirall Bergamini es va enfonsar amb el vaixell i amb ell van morir el comandant Adone Del Cima, i tot el seu estat major, així com la majoria de la tripulació, amb un total de 1.393 víctimes. L'almirall Bergamini va ser condecorat amb la medalla d'or al valor militar i va ser promogut al rang almirall d'armada a títol pòstum.

## Reconeixements
Després de la guerra, una fragata i una classe de la Marina van ser batejades en honor de l'almirall Bergamini. El vaixell construït a les drassanes de Monfalcone va estar en servei a l'Armada des del 1962 fins al 1983 i va formar part de la classe homònima, les unitats de la qual, després de ser classificades inicialment com a corbetes ràpides, van ser les primeres unitats d'escorta del món en disposar d'equipament per a l'embarcament i refugi d'helicòpters antisubmarins.
També actualment una de les noves fragates europees multimissió i la seva classe italiana porten el nom de Carlo Bergamini. El vaixell, en construcció a la drassana Fincantieri del Muggiano, va ser botat a Riva Trigoso el 16 de juliol de 2011 .
Amb motiu del 10è aniversari de la seva mort, el 9 d'octubre de 1953, es va col·locar una placa al seu lloc de naixement a San Felice sul Panaro.

### Curiositat
El fill de l'almirall Bergamini, Pier Paolo, va narrar la seva experiència a la Regia Marina durant la Segona Guerra Mundial, en què va ser alumne de l'Acadèmia Naval, en un documental titulat Mio padre, il mare, i deserti (El meu pare, el mar, els deserts) dirigit per Claudio Costa. En el documental Pier Paolo Bergamini relata que va conèixer el seu pare uns dies abans del tràgic viatge del cuirassat Roma. Va saber de la mort del seu pare només uns dies després.

## Dates de promoció
Almirall d'armada – 1943 (a títol pòstum)
 Almirall de esquadra - 24 de juliol de 1941
 Almirall de divisió - 1 de gener de 1939
 Contraalmirall – 1 de gener de 1938
 Capita de navili – 1934
 Capità de fragata – 1929

## Condecoracions
Cavaller de l'orde de Sant Maurici i Sant Llàtzer – 1 de juny de 1930
 Cavaller de l'orde militar de Savoia - 3 de març de 1942
 Medalla d'or al Valor Militar - 20 de desembre de 1943
 Medalla de plata al Valor Militar - 2 d'octubre de 1918
 Medalla de plata al Valor Militar - 12 de febrer de 1942
 Creu de Guerra al Valor Militar (3 ocasions)
 Medalla commemorativa de la Guerra Italo-Turca (1911-1912)
 Medalla commemorativa de la guerra 1915-1918
 Medalla commemorativa italiana de la Victòria de 1918
 Medalla commemorativa de la Unitat d'Itàlia
 Medalla Commemorativa del Període Bèl·lic 1940-43
 Creu de Ferro de 2a classe (Alemanya)